# Borne (Loire)
Die Borne, französisch La Borne, ist ein linker Nebenfluss der Loire in Südzentral-Frankreich.

## Geographie

### Verlauf
Die Borne verläuft im Département Haute-Loire in der Region Auvergne-Rhône-Alpes. Sie entspringt unter dem Namen Borne Occidentale bei Sembadel-Gare im Gemeindegebiet von Sembadel im Regionalen Naturpark Livradois-Forez, durchfließt den Lac de Malaguet und wird ab dem Zusammenfluss mit ihrem linken Nebenfluss Borne Orientale bei Drossac im Stadtgebiet von Lissac lediglich Borne genannt. Sie entwässert generell in südöstlicher Richtung und mündet nach rund 48 Kilometern bei Le Puy-en-Velay linksseitig in die Loire.

### Zuflüsse
- Moulin (r)
- Cheneville (r)
- Bourbouilloux (l)
- Borne Orientale (l)
- Freycenette (r)
- Dolaizon (r)

### Orte am Fluss
- Sembadel
- Allègre
- Lissac
- Borne
- Espaly-Saint-Marcel
- Aiguilhe
- Le Puy-en-Velay
- Chadrac

## Sehenswürdigkeiten
Pont de Roderie, eine alte Brücke über den Fluss bei Aiguilhe, Monument historique